# Съвместно съжителство
 За едноименния филм вижте Съвместно съжителство (филм).  
Съвместното съжителство (домашно съжителство, домашно партньорство или според бъгарското законотворчество фактическо съжителство или фактическо съпружеско съжителство) е законов институт и връзка между двама души, които живеят заедно, тоест на съпружески начала и споделят общ дом, без да са обвързани чрез брак. В някои юрисдикции съвместното съжителство е равносилно на гражданския съюз. Чрез него се признава личната обвързаност на двама партньори, които живеят заедно, но нямат сключен граждански брак.
В някои правни системи нормативните уредби засягащи домашното партньорство са установени доброволно, без да им е наложено от съд.

## Правен смисъл
Придобивайки законово признание, небрачните двойки могат да се ползват от някои права, с които разполагат брачните партньори. Най-често това са право на обща собственост, облекчени режими на разпореждане с такава, право над собствеността придобита по време на съжителството, право на издръжка, право на болнични посещения на партньора и пр.

## Еднополови двойки
Съвместното съжителство се използва като алтернатива за уреждане в някои случаи и на статута на еднополовите двойки, в държави където те не могат да сключат брак или граждански съюз.

## В българското законодателство
Терминът „фактическо съпружеско съжителство“ (1), „фактическо съжителство“ (2), както и „фактическа връзка“ (3) присъства в българското законодателство в:
1. Закона срещу домашното насилие (1) [1]
2. Граждански процесуален кодекс (1), (3)
3. Закон за предотвратяване и разкриване на конфликт на интереси (2) [2]
4. Кодекс на труда [3]
5. Правилник за прилагане на Закона за мерките срещу изпирането на пари (1) [4]
6. Данъчно осигурителен процесуален кодекс (1) [5]

и други.

### Проект за семеен кодекс
Фактически брак или фактическо (семейно) съжителство е част от дефиницията на съжителство без брак в предложения през 2008 – 2009 законопроект за нов семеен кодекс. Законопроектът прави разграничение между регистрирано и нерегистрирано фактическо съжителство. Той обаче не е приет в пълния си вид и в него е въведен само правния принцип за брачен договор. Препоръка за приемане на статута за фактическо съжителство е изпратена от Комисията по защита от дискриминация до Народното събрание . От законопроектът обаче излиза фактическото съжителство за ЛГБТ двойки. Проектът е одобрен от правителството, но много от предлаганите промени, включително съвместното съжителство, отпадат в новия закон при гласуване в Парламента.
Според уеб страницата Правен свят така България остава „една от малкото държави в Европа, която няма в семейния си закон правна регламентация на фактическото съпружеско съжителство“. 